# روبرت هيرون
روبرت هيرون (بالإنجليزية: Robert Herron)‏ هو لاعب كرة قدم أمريكية أمريكي، ولد في 6 أغسطس 1993 في لوس أنجلوس في الولايات المتحدة.

## وصلات خارجية
- روبرت هيرون على موقع مرجع كرة القدم المحترفة.كوم (الإنجليزية)